# Třída General-Admiral
Třída General-Admiral byla třída pancéřových křižníků ruského carského námořnictva. Postaveny byly dvě jednotky této třídy. Ve službě byly v letech 1875–1906 a později sloužily k výcviku. Byly to první postavené pancéřové křižníky.

## Stavba
Ruské námořnictvo objednalo tato plavidla s cílem získat dobře pancéřované oceánské křižníky s velkým dosahem, aby zvládly plavbu z Kronštadtu do Vladivostoku. Roku 1869 byl úkolem křížník vyprojektovat pověřen ing. N. E. Kutějnikov. Celkem byly postaveny dvě jednotky této třídy. První postavila loděnice Semjannikov & Poletika v Petrohradu a druhou Karr & McFerson rovněž v Petrohradu. Do služby byly přijaty v letech 1875 a 1877.
Jednotky třídy General-Admiral:
| Jméno                                     | Zahájení stavby | Spuštěna      | Vstup do služby | Status                                                                                 |
| ----------------------------------------- | --------------- | ------------- | --------------- | -------------------------------------------------------------------------------------- |
| General-Admiral                           | 1870            | 8. října 1873 | 20. září 1875   | Od roku 1906 využíván jako cvičná loď, nebo minonoska, vyřazen.                        |
| Gerzog Edinburgskij (ex Alexandr Něvskij) | 1870            | 10. září 1875 | 1877            | Od roku 1906 využíván k výcviku, od roku 1909 jako minonoska a od roku 1914 jako hulk. |

## Konstrukce

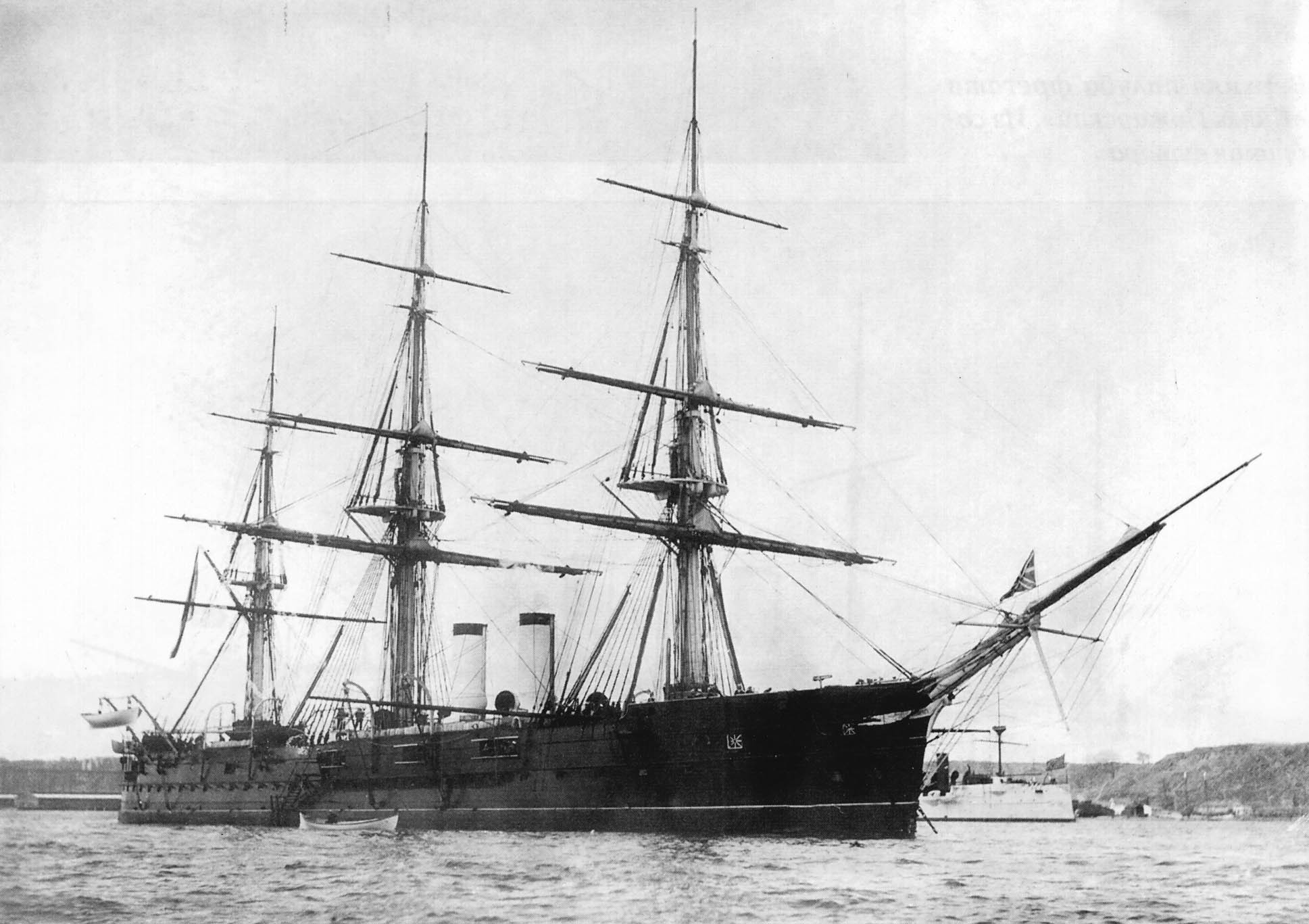
Druhý postavený křižník Gerzog Edinburgskij

General-Admiral byl vyzbrojen šesti 203mm kanóny, dvěma 152mm kanóny a čtyřmi 87mm kanóny. Pohonný systém tvořil parní stroj o výkonu 4470 hp a 12 kotlů. Lodní šroub byl jeden. Křižník měl také plachty. Nejvyšší rychlost dosahovala 12,3 uzlu. Dosah byl 2400 námořních mil při rychlosti 8 uzlů.